# بریژیت کلینز
بریژیت کلینز (انگلیسی: Brigitte Klinz؛ زادهٔ ۴ مهٔ ۱۹۶۲) بازیکن فوتبال اهل آلمان است.
از باشگاه‌هایی که در آن بازی کرده‌است می‌توان به باشگاه فوتبال برگیش گلادباخ اشاره کرد.
وی همچنین در تیم ملی فوتبال زنان آلمان بازی کرده‌است.